# Gabriela Cursaru
Gabriela Cursaru (Bucarest, 12 marzo 1992) è un'ex cestista rumena.

## Carriera
Con la Romania ha disputato i Campionati europei del 2015.